# Lillsjön (Häverö socken, Uppland)
Lillsjön är en sjö i Norrtälje kommun i Uppland och ingår i Skeboån-Broströmmens kustområde.